# نوبوهيرو أوينو
نوبوهيرو أوينو (上野 展裕) (ولد 26 أغسطس 1965) هو لاعب كرة قدم ومدرب ياباني سابق، شارك في كأس آسيا 1988 في قطر.

## روابط خارجية
- نوبوهيرو أوينو على موقع رابطة كرة القدم اليابانية للمحترفين (اليابانية)
- نوبوهيرو أوينو على موقع قاعدة بيانات كرة القدم.إي يو (الإنجليزية)
- نوبوهيرو أوينو على موقع Soccerway.com (الإنجليزية)
- نوبوهيرو أوينو على موقع عالم كرة القدم.نت (الإنجليزية)

1. ↑  "معلومات عن نوبوهيرو أوينو على موقع footballdatabase.eu". footballdatabase.eu. مؤرشف من الأصل في 2019-12-15.
2. ↑  "معلومات عن نوبوهيرو أوينو على موقع transfermarkt.com". transfermarkt.com. مؤرشف من الأصل في 2020-03-31.
3. ↑  "معلومات عن نوبوهيرو أوينو على موقع data.j-league.or.jp". data.j-league.or.jp. مؤرشف من الأصل في 2018-08-18.